# Tomás Ojeda
Tomás Ojeda Álvarez (20 d'abril de 1910 - 20 de febrer de 1983) fou un futbolista xilè.

## Selecció de Xile
Va formar part de l'equip xilè a la Copa del Món de 1930.